# Ray Muzyka
Raymond « Ray » Muzyka, né à Edmonton, est avec Greg Zeschuk le cofondateur du studio BioWare en 1995.
Il a été directeur général, vice-président sénior et responsable général du studio. Il a accompagné la vente du studio à Electronic Arts en 2007 et a quitté l'entreprise en 2012.
En 2013, il reçoit avec Greg Zeschuk un Game Developers Choice Award pour l'ensemble de leur carrière.